# Parco Edoardo VII
Il Parco Edoardo VII (in portoghese Parque Eduardo VII) è un parco cittadino di Lisbona.
Il parco occupa un'area di 25 ettari (62 acri) nel centro di Lisbona e si trova a nord dell'Avenida da Liberdade e della Praça Marquês de Pombal.
Il parco prende il nome dal re Edoardo VII del Regno Unito, che visitò il Portogallo nel 1903 per rinforzare le relazioni tra i due paesi e rinsaldare l'Alleanza anglo-portoghese. Fino alla visita di Edoardo, il parco si chiamava Parque da Liberdade. Nel 1945 l'architetto modernista portoghese Francisco Keil do Amaral ridisegnò il parco alla sua configurazione attuale.

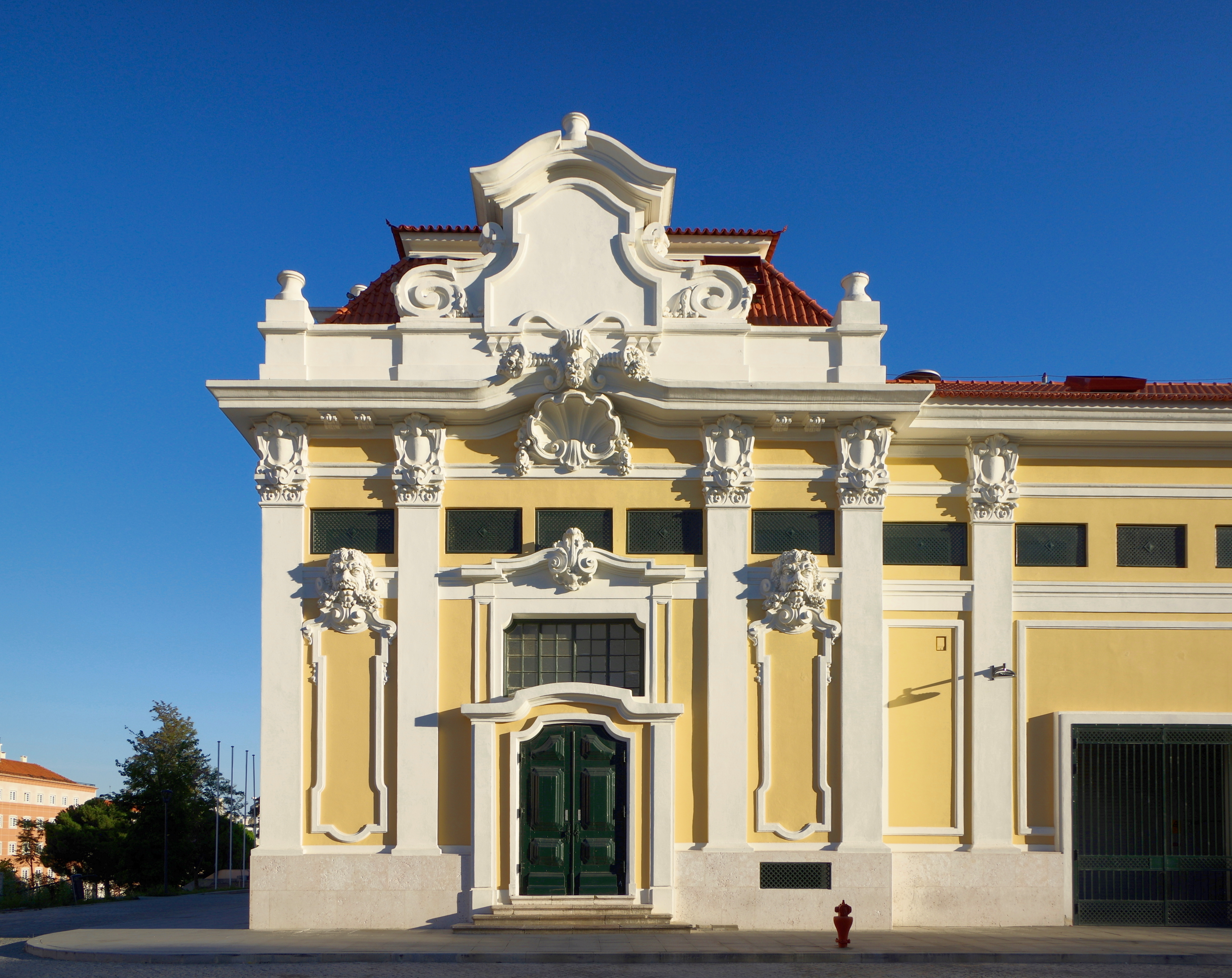
Il Pavilhão Carlos Lopes.

All'interno del parco si trova il Pavilhão Carlos Lopes, che nel 1922 era stato il padiglione portoghese all'Esposizione Internazionale del Centenario dell'Indipendenza, e l'Estufa Fria, una serra-giardino di 1,5 ettari. Sempre all'interno del parco sventola la più grande bandiera portoghese del mondo.
Annualmente all'interno del parco si svolge la Fiera del libro di Lisbona.